# Tabella di contingenza
Le tabelle di contingenza sono un particolare tipo di tabelle a doppia entrata (cioè tabelle con etichette di riga e di colonna), utilizzate in statistica per rappresentare e analizzare le relazioni tra due o più variabili.
In esse si riportano le frequenze congiunte delle variabili.

## Esempi
Il caso più semplice è quello delle tabelle tetracoriche, in cui ciascuna delle due variabili assume solo due possibili valori, per esempio:
| CapelliOcchi | biondi | non biondi | Totale |
| ------------ | ------ | ---------- | ------ |
| chiari       | 21     | 19         | 40     |
| non chiari   | 9      | 51         | 60     |
| Totale       | 30     | 70         | 100    |

in cui, tra le 100 persone esaminate, 30 hanno capelli biondi, 40 hanno occhi chiari, e 21 hanno capelli biondi e occhi chiari. Da questi dati è possibile ricavare i dati restanti della tabella.
Utilizzando le tabelle di contingenza e operando specifici calcoli su di esse, si può arrivare a determinare la dipendenza o indipendenza tra le due variabili considerate, ad esempio in base al valore assunto dall'indice di contingenza quadratico {\displaystyle \chi ^{2}} (di Pearson).
Le due variabili considerate sono di tipo quantitativo discreto o qualitativo. Indicando tali variabili con {\displaystyle X} e {\displaystyle Y}, e rispettivamente con {\displaystyle x_{i}\;(i=1,2,\dots ,h)} e {\displaystyle y_{j}\;(j=1,2,\dots ,k)} le modalità rilevate per le due variabili, a ogni coppia {\displaystyle (x_{i},y_{j})} si fa corrispondere nella tabella la sua frequenza associata {\displaystyle n_{i,j}}, cioè il numero di elementi, tra gli {\displaystyle n} della popolazione, che possiedono contemporaneamente la modalità {\displaystyle x_{i}} di {\displaystyle X} e {\displaystyle y_{j}} di {\displaystyle Y}.
| YX                     | {\displaystyle y_{1}}        | {\displaystyle y_{2}}        | {\displaystyle \dots }  | {\displaystyle y_{j}}        | {\displaystyle \dots }  | {\displaystyle y_{k}}        | Totale                       |
| ---------------------- | ---------------------------- | ---------------------------- | ----------------------- | ---------------------------- | ----------------------- | ---------------------------- | ---------------------------- |
| {\displaystyle x_{1}}  | {\displaystyle n_{1,1}}      | {\displaystyle n_{1,2}}      | {\displaystyle \dots }  | {\displaystyle n_{1,j}}      | {\displaystyle \dots }  | {\displaystyle n_{1,k}}      | {\displaystyle n_{1,\cdot }} |
| {\displaystyle x_{2}}  | {\displaystyle n_{2,1}}      | {\displaystyle n_{2,2}}      | {\displaystyle \dots }  | {\displaystyle n_{2,j}}      | {\displaystyle \dots }  | {\displaystyle n_{2,k}}      | {\displaystyle n_{2,\cdot }} |
| {\displaystyle \dots } | {\displaystyle \dots }       | {\displaystyle \dots }       | {\displaystyle \ddots } | {\displaystyle \dots }       | {\displaystyle \dots }  | {\displaystyle \dots }       | {\displaystyle \dots }       |
| {\displaystyle x_{i}}  | {\displaystyle n_{i,1}}      | {\displaystyle n_{i,2}}      | {\displaystyle \dots }  | {\displaystyle n_{i,j}}      | {\displaystyle \dots }  | {\displaystyle n_{i,k}}      | {\displaystyle n_{i,\cdot }} |
| {\displaystyle \dots } | {\displaystyle \dots }       | {\displaystyle \dots }       | {\displaystyle \dots }  | {\displaystyle \dots }       | {\displaystyle \ddots } | {\displaystyle \dots }       | {\displaystyle \dots }       |
| {\displaystyle x_{h}}  | {\displaystyle n_{h,1}}      | {\displaystyle n_{h,2}}      | {\displaystyle \dots }  | {\displaystyle n_{h,j}}      | {\displaystyle \dots }  | {\displaystyle n_{h,k}}      | {\displaystyle n_{h,\cdot }} |
| Totale                 | {\displaystyle n_{\cdot ,1}} | {\displaystyle n_{\cdot ,2}} | {\displaystyle \dots }  | {\displaystyle n_{\cdot ,j}} | {\displaystyle \dots }  | {\displaystyle n_{\cdot ,k}} | {\displaystyle n}            |

dove
- {\displaystyle n_{i,\cdot }=\sum _{j=1}^{k}n_{i,j}\;(i=1,2,\dots ,h)} rappresenta le frequenze marginali assolute di {\displaystyle X},
- {\displaystyle n_{\cdot ,j}=\sum _{i=1}^{h}n_{i,j}\;(j=1,2,\dots ,k)} rappresenta le frequenze marginali assolute di {\displaystyle Y}.

Sommando tutte le frequenze assolute presenti nella tabella, troveremo la numerosità {\displaystyle n} della popolazione:
{\displaystyle \sum _{i=1}^{h}\sum _{j=1}^{k}n_{i,j}=\sum _{i=1}^{h}n_{i,\cdot }=\sum _{j=1}^{k}n_{\cdot ,j}=n}
Dalle frequenze assolute {\displaystyle n_{i,j}} si ottengono le frequenze relative {\displaystyle f_{i,j}} calcolando
{\displaystyle f_{i,j}=\left({\frac {n_{i,j}}{n}}\right)}
| YX                     | {\displaystyle y_{1}}        | {\displaystyle y_{2}}        | {\displaystyle \dots }  | {\displaystyle y_{j}}        | {\displaystyle \dots }  | {\displaystyle y_{k}}        | Totale                       |
| ---------------------- | ---------------------------- | ---------------------------- | ----------------------- | ---------------------------- | ----------------------- | ---------------------------- | ---------------------------- |
| {\displaystyle x_{1}}  | {\displaystyle f_{1,1}}      | {\displaystyle f_{1,2}}      | {\displaystyle \dots }  | {\displaystyle f_{1,j}}      | {\displaystyle \dots }  | {\displaystyle f_{1,k}}      | {\displaystyle f_{1,\cdot }} |
| {\displaystyle x_{2}}  | {\displaystyle f_{2,1}}      | {\displaystyle f_{2,2}}      | {\displaystyle \dots }  | {\displaystyle f_{2,j}}      | {\displaystyle \dots }  | {\displaystyle f_{2,k}}      | {\displaystyle f_{2,\cdot }} |
| {\displaystyle \dots } | {\displaystyle \dots }       | {\displaystyle \dots }       | {\displaystyle \ddots } | {\displaystyle \dots }       | {\displaystyle \dots }  | {\displaystyle \dots }       | {\displaystyle \dots }       |
| {\displaystyle x_{i}}  | {\displaystyle f_{i,1}}      | {\displaystyle f_{i,2}}      | {\displaystyle \dots }  | {\displaystyle f_{i,j}}      | {\displaystyle \dots }  | {\displaystyle f_{i,k}}      | {\displaystyle f_{i,\cdot }} |
| {\displaystyle \dots } | {\displaystyle \dots }       | {\displaystyle \dots }       | {\displaystyle \dots }  | {\displaystyle \dots }       | {\displaystyle \ddots } | {\displaystyle \dots }       | {\displaystyle \dots }       |
| {\displaystyle x_{h}}  | {\displaystyle f_{h,1}}      | {\displaystyle f_{h,2}}      | {\displaystyle \dots }  | {\displaystyle f_{h,j}}      | {\displaystyle \dots }  | {\displaystyle f_{h,k}}      | {\displaystyle f_{h,\cdot }} |
| Totale                 | {\displaystyle f_{\cdot ,1}} | {\displaystyle f_{\cdot ,2}} | {\displaystyle \dots }  | {\displaystyle f_{\cdot ,j}} | {\displaystyle \dots }  | {\displaystyle f_{\cdot ,k}} | {\displaystyle 1}            |